# Max (2002)
Max is een Britse-Hongaarse-Canadese historische dramafilm uit 2002, die een vriendschap verbeeldt tussen een joodse kunsthandelaar, Max Rothman, en een jonge Oostenrijkse schilder, Adolf Hitler. De film onderzoekt Hitlers opvattingen die onder de nazi-ideologie vorm begonnen te krijgen; terwijl ze ook de artistieke en ontwerpimplicaties van het Derde Rijk bestuderen en hoe hun visuele aantrekkingskracht het Duitse volk hielp hypnotiseren. De film gaat verder met het bestuderen van de vraag wat er had kunnen gebeuren als Hitler als kunstenaar was geaccepteerd. De film was het regiedebuut van de Nederlandse regisseur Menno Meyjes, die ook het script schreef.

## Synopsis
In de Eerste Wereldoorlog verliest voormalig artiest Max Rothman zijn rechterarm, maar zijn oog en enthousiasme voor kunst is nog even levend. Hij wordt een succesvol kunsthandelaar, gespecialiseerd in moderne kunst. Max's succes heeft hem geluk gebracht, een fijn huis, een mooie vrouw, Nina, en een maîtresse, Liselore, zelf een talentvolle jonge vrouw. Op de opening van zijn nieuwe show ontmoet Max Adolf Hitler, een emotionele en bittere oorlogsveteraan zonder familie, vrienden en een cent op zak. Adolf ziet zichzelf als artiest, en hoewel Max niet speciaal onder de indruk is van zijn techniek, ziet hij in hem wel een passie en een verlangen om te communiceren. Hij moedigt hem aan zich te uiten in zijn kunst. Ze bouwen een vriendschap op. Steeds meer verdiept Adolf zich echter ook in het antisemitisme en een andere vorm van kunst: die van de politieke arena.

## Rolverdeling
- John Cusack - Max Rothman
- Noah Taylor - jonge Adolf Hitler
- Leelee Sobieski - Liselore von Peltz
- Molly Parker - Nina Rothman
- Ulrich Thomsen - Hauptmann Karl Mayr
- Kevin McKidd - George Grosz
- Peter Capaldi - David Cohn
- Yuliya Vysotskaya - Hildegard
- David Horovitch - Mr. Rothman
- Janet Suzman - Mrs. Rothman
- Heather Cameron-McLintock - Ada Rothman
- Joel Pitts - Paul Rothman
- Tamás Lengyel - Franz
- Daisy Haggard - Heidi
- Paul Rattray - Hans
- Mike Kelly - Herr Wulf
- Ben O'Brien - Herr Eichinger
- Judit Hernádi - Frau Schmidt
- Andor Tímár - Ritter von Lieberfelt
- Kerry Shale - Dr. Levi
- László Borbély - Erich